# Вячеславов, Пётр Михайлович
Пётр Михайлович Вячеславов (1919 — 1985) — советский учёный, доктор технических наук, профессор (1970).

## Биография
В 1947 окончил кафедру электрохимии Ленинградского технологического института, после получения диплома был оставлен на кафедре. Работал научным сотрудником, ассистентом, доцентом, профессором кафедры. Читал лекции по гальванотехнике и электролизу в металлургии, преподавал металловедение, руководил лабораторным практикумом по прикладной электрохимии, занимался научными исследованиями в области гальванотехники. Являлся одним из ведущих специалистов страны в области электроосаждения сплавов, подготовил более 25 кандидатов наук, плодотворно работающих в различных сферах электрохимической технологии. Поддерживая тесную связь с производством, возглавлял секцию гальванопокрытий при Ленинградском Доме научно-технической пропаганды.

## Публикации
- Вячеславов П. М. Гальванические покрытия сплавами. — М., Л. : Машгиз. [Ленингр. отд-ние], 1958. — 40 с. ил.; 22. — (Библиотечка гальванотехника).[1]
- Вячеславов П. М. Покрытия сплавами. — 2-е изд., доп. и перераб. — М., Л. : Машгиз. [Ленингр. отд-ние], 1961. — 70 с. ил.; 21. — (Библиотечка гальванотехника).[2]
- Вячеславов П. М., Грилихес Я. С., Буркат Г. К., Круглова Е. Г. Гальванотехника благородных и редких металлов. Л.: Машиностроение, 1970. — 248 с.[3]
- Вячеславов П. М., Волянюк Г. А. Электрoлитическoе фoрмoвание. — Л. : Машиностроение, Ленинградское отделение, 1979. — 197 с. : ил.[4]

Уделял много внимания написанию учебников и научно-технических монографий. Он соавтор «Прикладной электрохимии» (1962, 1967, 1974 гг.), редактор и соавтор «Практикума по прикладной электрохимии» (1971, 1980 гг.), к лучшим его книгам относятся «Электролитические сплавы» (1962 г.), «Гальванотехника благородных и редких металлов» (1970, 1972 гг.), «Новые электролитические покрытия», «Электролитическое формование» (1979 г.); а также основатель и редактор «Библиотечка гальванотехника», которая вышла пятью изданиями.
Состоит со-автором патента на изобретение способа электрохимического нанесения металлических покрытий.